# Conus ngocngai
Espèce
Conus ngocngai est une espèce de mollusques gastéropodes marins de la famille des Conidae.
Comme toutes les espèces du genre Conus, ces escargots sont prédateurs et venimeux. Ils sont capables de « piquer » les humains et doivent donc être manipulés avec précaution, voire pas du tout.

## Description
La longueur de la coquille atteint 83 mm.

## Distribution
Cette espèce marine d'escargot conique est endémique au Vietnam.

## Taxonomie

### Publication originale
L'espèce Conus ngocngai a été décrite pour la première fois en 2017 par le malacologiste vietnamien Nguyen Ngoc Thach (d),,.